# Клины (Кировская область)
Клины — деревня в Зуевском районе Кировской области.

## География
Находится на правобережье реки Чепца на расстоянии примерно 9 километров по прямой на северо-запад от районного центра города Зуевка.

## История
Упоминается с 1873 года, когда здесь (на то время деревня Пестовская 1-я) было учтено дворов 8 и жителей 43, в 1905 было 8 и 47, в 1926 — 14 и 57, в 1950 — 24 и 109 соответственно. В 1989 году учтено 3 жителя.

## Население
Постоянное население составляло 3 человек (русские 67 %, чуваши 33 %) в 2002 году, 1 в 2010.